# Clan Honda

Lo stemma (mon) del clan Honda

Il clan Honda (酒本多氏?, Honda-shi) fu un clan del Giappone feudale che governò nella provincia di Mikawa.

## Storia
La famiglia Honda dichiarava di discendere da Fujiwara no Kanemichi (925-977) e si stabilì nella provincia di Mikawa dove servì il clan Matsudaira. Più tardi, quando la famiglia Matsudaira divenne il clan Tokugawa, gli Honda aumentarono molto di prestigio per il loro appoggio a Tokugawa Ieyasu e la conseguente nascita dello shogunato Tokugawa. Infatti era una delle principali famiglie di Fudai daimyō. Durante il periodo Edo i vari rami di questo clan comprendevano tredici famiglie di daimyō e quarantacinque con status di hatamoto. Probabilmente il membro più famoso del clan fu il generale samurai del XVI° secolo Honda Tadakatsu. Due dei principali rami del clan rivendicano la discesa da Tadakatsu, o dal suo parente stretto Honda Masanobu.

## Membri importanti del clan[1]
- Honda Hirotaka (本多 広孝?; 1527 - 1596) Hirotaka era un figlio di Honda Nobushige. Prestò servizio nella battaglia di Nagashino nel 1575 e l'anno seguente partecipò alla cattura del castello di Inui nella provincia di Tōtōmi. Comandò le difese a Kobata durante la Campagna di Komaki (1584) e nel 1587 fu inviato per unirsi all'esercito di Toyotomi nella sua invasione di Kyūshū. Lì si distinse nella breve battaglia per il castello di Ganjaku.

- Honda Yasushige (本多 康重?; 1554 - 1611) Yasushige fu il primogenito di Hirotaka e quando ottenne la maggiore età ricevette l'uso del kanji "Yasu" nel suo nome da Tokugawa Ieyasu. Insieme a suo padre fu presente all'assedio del castello di Kakegawa (nella provincia di Tōtōmi) nel 1569 e combatté anche nella battaglia di Mikatagahara nel 1572 e nella campagna di Komaki (1584). Nel 1590, in seguito alla campagna di Odawara fu spostato a Shirai nella provincia di Kōzuke. Fu nominato come uno dei consiglieri di Tokugawa Hidetada mentre Ieyasu andò a Kyūshū durante la prima campagna coreana (1593-94) . Nel 1601 fuspostato a Okazaki nella provincia di Mikawa e gli fu dato un feudo del valore di 50.000 koku. Figlio: Honda Yasunori.

- Honda Yasunori (本多 康紀?; 1579 - 1623) Erede di Yasushige. Quando il padre morì ereditò il feudo di Okazaki nel Mikawa. Partecipò all'assedio di Osaka.

- Honda Masanobu (本多 正信?; 1538 - 1617) Servitore Tokugawa. Aiutò i Tokugawa a sedare le numerose rivolte nella provincia di Mikawa. Iayasu lo considerava un "buon amico".

- Honda Masazumi (本多 正純?; 1566 - 1637) Erede di Masanobu. Fu un ministro di primo piano al servizio di Tokugawa Ieyasu e Tokugawa Hidetada.

- Honda Masashige (本多 政重?; 1545 - 1617) Masashige era il quarto figlio di Honda Toshimasa e un fratello minore di Masanobu. All'inizio servì Tokugawa Ieyasu e divenne noto per il suo coraggio in combattimento, al punto che Oda Nobunaga stesso menzionò la prodezza di Masashige. Tuttavia, non molto tempo dopo aver combattuto la battaglia di Nagashino e aver aiutato alla riconquista del castello di Futamata nel 1575, Masashige lasciò i Tokugawa e prese servizio con il servitore degli Oda Takigawa Kazumasu. Nel 1583 Masashige lasciò Takigawa per servire Maeda Toshiie e guidò le truppe per quest'ultimo contro Sassa Narimasa. Successivamente divenne servitore di Gamō Ujisato e combatté con distinzione nella campagna di Kyūshū (1587). Successivamente Masashige entrò in una sorta di disputa con il clan Gamō e lasciò il loro servizio. Alla fine, nel 1596, Masashige ritornò servitore dei Tokugawa e combatté sotto il loro stendardo nella battaglia di Sekigahara (1600). In seguito gli fu assegnato un feudo nella provincia di Shimōsa, ma si ritirò nel 1616 e andò a Kyoto, dove morì l'anno seguente.

- Honda Tadakatsu (本多 忠勝?; 1548 - 1610) Figlio di Honda Tadataka (本多忠高? 1526 - 1549) fu servitore dei Tokugawa e uno dei quattro guardiani del clan Tokugawa. Fu un feroce samurai e combatté in oltre 50 battaglie durante le quali non fu mai ferito.

- Honda Tadamasa (本多 忠政?; 1575 - 1631) Erede di Tadakatsu. Partecipò alla campagna di Odawara, alla battaglia di Sekigahara e all'assedio di Osaka. Il suo erede sposò la vedova di Toyotomi Hideyori.  Nel 1617 fu trasferito a Himeji (Harima, 250.000 koku).

- Honda Tadamoto (本多 忠朝?; 1582 - 1615) Secondo figlio di Tadakatsu. Partecipò alla battaglia di Sekigahara e divenne daimyō di Ōtaki (Kazusa, 50.000 koku). Durante la campagna estiva di Osaka mori combattendo contro Mōri Katsunaga.

- Honda Tadatoki (本多 忠刻?; 1596 - 1626) Erede di Tadamasa. Sua madre Kumahime era una nipote di Tokugawa Ieyasu e Oda Nobunaga. Nel 1616 Tadatoki sposò Senhime, un'altra nipote di Ieyasu, che era stata sposata con Toyotomi Hideyori prima della morte di quest'ultimo nell'assedio di Osaka. Come regalo per la sua nuova sposa Tadatoki ricevette 100.000 koku. Tadatoki ebbe sotto il proprio servizio per un certo periodo il famoso spadaccino Miyamoto Musashi. Musashi insegnò l'arte della spada ai servitori di Tadatoki; Il figlio adottivo di Musashi, Mikinosuke, servì Tadatoki. Tadatoki morì di tubercolosi nel 1626. Miyamoto Mikinosuke commise seppuku poco dopo, scegliendo di seguire il suo signore nella morte.

- Honda Masamoto (本多 政朝?; 1597 - 1638) Secondo figlio di Tadamasa. Divenne capo del clan quando suo fratello Tadatoki morì ed ereditò il feudo di Himeji. Essendo anche lui morto senza un erede, suo cugino Masakatsu fu scelto per continuare questo ramo del clan.

- Honda Tadayoshi (本多 忠義?; 1602 - 1676) Terzo figlio di Tadamasa.

- Honda Masakatsu (本多 政勝?; 1614 - 1671) Figlio di Honda Tadatomo, fu scelto nel 1639 per continuare il ramo principale del clan e divenne daimyō di Koritjama (Yamato, 90.000 koku)